# 下秋曲
下秋曲，是怒江的支流，發源於西藏自治區那曲地區安多縣東北端的唐古拉山南麓，河長221公里，流域面積7,640平方公里。下秋索曲水系支流眾多，流域面積大於1,000平方公里的支流有桑曲、江曲及嘎曲（白河）。
下秋曲幹流流經安多縣東北部，在貫穿聶榮縣中部後於比如縣西端與那曲匯集成怒江。